# 메르신 이드만 유르두
메르신 이드만 유르두 SK(튀르키예어: Mersin İdman Yurdu Spor Kulübü)는 터키 메르신을 연고로 하는 프로 축구 클럽이었다.
1960년대 후반부터 1980년대 초까지 쉬페르리그에서 활약했지만 1983년 강등 후 2000년대까지 터키 축구리그 시스템 개편과 성적부진 등의 이유로 2부리그와 3부리그를 전전했다.
2012년에 1부리그로 승격했지만 1시즌만에 강등당했고 2014년에 곧바로 승격 플레이오프를 통해 승격하였다.
승격 첫 시즌을 7위로 마치며 안정적으로 정착하는 듯 싶었으나 다음 시즌에 구단의 재정문제가 터졌고 결국 2015-16 시즌을 끝으로 강등된다.
이후 프로리그를 감당할 수 없는 구단 재정상태로 인해 불과 3년만에 1부 리그에서 메르신 지역 아마추어 리그까지 떨어지게 되었는데 이는 구단 역사상 55년만의 아마추어 리그 강등이였다. 이에 구단 존립에 대한 논의가 이어졌고 2019년 6월 구단은 같은 메르신 지역팀인 이첼스포르 경영진과 합병 계약을 체결하게 되고 이첼스포르가 구단명을 이첼 이드만 유르두로 바꾸며 합병했고 7월 13일에 터키 축구 협회가 이를 최종 승인하면서 94년의 구단은 역사 속으로 사라지게 되었다.

## 역대 감독
| 감독                      | 임기        |
| ------------------------- | ----------- |
| 레프테르 퀴취칸도니아디스 | 1968 ~ 1969 |
| 뷜렌트 코르크마즈         | 2015 ~ 2016 |